# Новогодний переполох (фильм)
«Новогодний переполох» (рабочее название — «Дед Морозов или Королевство кривых родственников») — российский комедийный фильм режиссёра Кирилла Папакуля. Премьера состоялась 14 декабря 2017 года.

## Сюжет
Георгий Иванович Морозов - отставной генерал, живущий в коттеджном посёлке в Подмосковье в полном одиночестве после смерти супруги, не считая много лет помогающего по хозяйству Абиджона, так как все его дети забыли о нём. Под очередной Новый год Абиджон решает сделать сюрприз и созывает всех детей Морозова-старшего - Диму, Михаила и Сашу и их семьи под предлогом... тяжёлой болезни и скорой кончины Георгия Ивановича, который якобы хочет распорядиться наследством.
В итоге на даче оказываются три ветви Морозовых: старший сын Михаил со своей властной женой Викой владеет продуктовым магазином и безуспешно пытается употребить алкоголь. Его дочь Оля является популярным блогером, которая постоянно всё снимает и транслирует в соцсетях, а также чернявый Никита; бездетная младшая дочка Саша со своим партнёром Вадимом, которые увлекаются восточными практиками, являются веганами, живут в гармонии со вселенной, не отмечают «европейские» праздники и мечтают спасти дельфинов, находящихся в неволе; и Дима - неоднократно погоревший бизнесмен, который должен большую сумму денег криминальному авторитету Бугру и некогда навравший отцу про наличие семьи. Из-за этого Дима «нанимает» в качестве семьи соседей по лестничной клетке - танцовщицу восточных танцев Диану (которая всем врёт, что работает психотерапевтом) и её дочь Альбину.
Семейный ужин заканчивается ничем - Вика пытается опозорить Диану и Вадима, а Дима намекает Вадиму на нетрадиционные интересы Михаила.
На следующий день семья украшает свежесрубленную ёлку, вызывая при этом истерику у Вадима, считающего, что находится в окружении трупов и убийц (по его мнению, ёлка была живой) и играет в «снежный бой». Вадима, избегающего насилия в любой форме, заманивают на баталию, и первым же снежком он умудряется вырубить Никиту прямым попаданием, оставив ему фингал.
Далее мужчины собираются в парилке бани, где проходит семейный раунд игры «Что? Где? Когда?», а Диана с Викой занимаются готовкой на кухне. Однако раунд прерывается из-за инцидента, в результате которого Вадим сначала обжигает ягодицы на камнях, а после садится на запорошенные снегом ёлочные украшения (которые утром спрятал Дима) и дополнительно травмируется. А Вика, симулировав проблемы с сердцем, портит блюдо Дианы, попросив Олю записать реакцию домашних на испорченное блюдо.
За блогом Оли следят Бугор со своими прихвостнями Безе и Чалым, которые пытаются определить местоположение сбежавшего ранее Димы через фальшивый аккаунт. В то же время Дима и Михаил пытаются выпить водки, но едва не палятся перед Викой, а Саша получает от Абиджона контрафакт - колбасу, которую она обожает. 
На следующий день мужчины уходят на охоту, однако охота заканчивается грандиозным провалом Вадима - он не смог выстрелить по зайцу и выстрелил в сторону, «попав» в домашнюю корову Морозова - Амели (на самом деле Дима ранее подменил патроны на холостые, поэтому застрелить корову он не мог).
В этом убеждается местный участковый Круглов, который натыкается на пьяную корову (в её лоток попала бутылка водки Михаила), которая приходит в себя и убредает в неизвестном направлении. Сам же Круглов, верящий в паранормальное и желающий вступить в контакт с инопланетянами (про это идёт параллельная сюжетная линия, практически не пересекающаяся с основной).
Во время игры в «Крокодила» Георгий Иванович безуспешно пытается показать сцены из фильма «Титаник», а Вадим с подачи Димы подговорил всех нести полную чушь, выставляя генерала дураком. Не выдержав, Миша берёт кочергу и взламывает винный шкаф отца, откуда берёт бутылку.
После этого у Георгия Ивановича и Михаила случается разговор по душам, в котором Морозов-старший признаёт, что сделал ошибку, засунув сына в военное училище вместо литературного вуза, так как у Михаила получались талантливые стихи, а Михаил в порыве чувств удивляет отца его «болезнью», что приводит Георгия Ивановича в бешенство, а он высказывает родичам всё что о них думает.
Из-за скандала Абиджон принимает решение покинуть Георгия Ивановича и уходит «в никуда». Произошедшее приводит к ссорам между «настоящими» семьями - Вика, приготовив пирожные со слабительным, заявляет Мише, что подаёт на развод, предварительно показав полный алкоголя холодильник, а Саша ругается с Вадимом, так как тот сожалел лишь о дельфинах, тогда как Саша хотела настоящую семью. Да и в фальшивой не всё гладко - Диана влепляет пощёчину Диме за его слова.
На семейном ужине Дима извиняется за обман, раскрывая, что его «семья» - лишь соседи, а Диана признаётся в настоящей своей профессии. Вадим раскрывает свой замысел, по словам Морозова, «простой, но неосуществимый». Однако после слов Вадима о нетрадиционной ориентации Михаила, последний приходит в ярость и начавшуюся драку прерывает только появление Бугра с прихвостнями. Те заявляют о долгах Димы, и Георгий Иванович соглашается вернуть долг. Безе пытается впарить пачку самодельных безе, съев перед этим отравленное пирожное. Однако Георгий Иванович возвращается с ружьём, которое тут же оказывается в руках Чалого. Конфликт прерывает появление Круглова, которому Георгий Иванович пытается намекнуть о незваных гостях. В результате конфликта Чалый стреляет в Михаила... холостыми патронами, что поднимает Морозовых на сражение, которая происходит под песню из фильма «Чародеи». Двоих бандитов Морозовым удаётся одолеть подавляющим преимуществом, а третьего, в момент драки присутствовавшего в туалете, вырубает вернувшийся Абиджон. По итогу бандитов арестовывают, дети примиряются с отцом, а жёны находят общий язык (хотя Диана только приняла предложение принять фамилию), и все начинают играть в снежки.
Оля, ставшая по итогу сражения блогером с огромным числом подписчиков, делает из Абиджона популярного и востребованного музыканта, а Саша с Вадимом исполняют свою мечту о спасении дельфинов и готовятся стать родителями.

## В ролях
- Владимир Меньшов — Георгий Иванович Морозов, генерал в отставке
- Константин Крюков — Дима
- Ян Цапник — Михаил
- Анастасия Макеева — Диана
- Инга Оболдина — Вика
- Мария Вэй — Оля
- Ренат Мухамбаев — Абиджон
- Иван Пышненко — Вадим
- Екатерина Гордиенко — Саша, младшая дочка
- Эрик Тевосов — Никита
- Карина Сардарова — Альбина
- Алексей Маклаков — Бугор
- Алексей Дмитриев — Безе
- Сергей Годин — Чалый
- Дмитрий Колчин — Круглов
- Анастасия Жилкова — помощник режиссёра

## Прокат
Премьера в России состоялась 14 декабря 2017 года, в Эстонии — 15 декабря.
По итогам первой недели показа фильм попал в топ-5 по кассовым сборам в России. Общие сборы составили 54 204 307 рублей.

## Критика
Фильм получил смешанные оценки кинокритиков. Павел Воронков из Газета.ru писал: «Это очередная отечественная калька с расхожего сюжета о том, как большое семейство собирается вместе, потому что каждый претендует на большое наследство».

## Награды
- Премия фестиваля «Улыбнись, Россия!» в категории «Самый яркий комедийный дуэт второго плана» (Инга Оболдина и Ян Цапник) (2018)[6].